# That
Albums de Gescom
This
(1998) Minidisc
(1998)
That est un EP du groupe anglais de musique électronique Gescom, paru en 1998.

## Titres
| Face A | Face A                     | Face A | Face A | Face A | Face A | Face A | Face A | Face A | Face A |
| No     | Titre                      | Durée  |        |        |        |        |        |        |        |
| ------ | -------------------------- | ------ | ------ | ------ | ------ | ------ | ------ | ------ | ------ |
| 1.     | Chunge (Remixed by Gescom) | 5:11   |        |        |        |        |        |        |        |
| 2.     | a57 (Remixed by DC Duo's)  | 7:38   |        |        |        |        |        |        |        |
| 12:49  |                            |        |        |        |        |        |        |        |        |

| Face B | Face B                                                    | Face B | Face B | Face B | Face B | Face B | Face B | Face B | Face B |
| No     | Titre                                                     | Durée  |        |        |        |        |        |        |        |
| ------ | --------------------------------------------------------- | ------ | ------ | ------ | ------ | ------ | ------ | ------ | ------ |
| 1.     | Whatever (Remixed by Tara)                                | 6:38   |        |        |        |        |        |        |        |
| 2.     | Self Impersonation (Remixed by Pharoid with Time Chamber) | 7:29   |        |        |        |        |        |        |        |
| 14:07  |                                                           |        |        |        |        |        |        |        |        |